# Giorgio Pessina
Giorgio Pessina (Roma, 16 giugno 1902 – Roma, 18 luglio 1977) è stato uno schermidore italiano, specializzato nel fioretto. Ha vinto una medaglia d'oro ed una d'argento nella scherma ai Giochi olimpici con Giorgio Chiavacci, Giulio Gaudini, Gioacchino Guaragna, Ugo Pignotti e Oreste Puliti.